# Либерти Классик
Либерти Классик (англ. Liberty Classic) — шоссейная однодневная велогонка, проходившая по территории США с 1994 по 2012 год. Являлась женской версией мужской гонки Филадельфия Классик.

## История
Гонка была создана в 1994 году спустя 10 лет после мужской гонки Филадельфия Классик и изначально проводилась в рамках Женского мирового шоссейного календаря UCI.
В 1998 году вошла в календарь только что созданного Женского мирового шоссейного кубка UCI, в котором проводилась до 2001 года. С 2002 года снова стала проводиться в рамках Женского мирового шоссейного календаря UCI. 
В январе 2013 года организаторы гонки объявили о её отмене, а местные СМИ сообщили о разрыве отношений между организаторами и городскими властями. Однако в мае того же года группа местных политиков и промоутеров объявила о возрождении гонки под названием Филадельфия Классик и руководством Робина Мортона.
Титульным спонсором гонки выступал банк CoreStates, что было отражено в названии гонки. Изначально она называлась CoreStates Liberty Classic. В 1999 году после смены банком названия на First Union изменилось и название гонки на First Union Liberty Classic. С 2003 года после очередной смены банком названия на Wachovia гонка стала называться просто Liberty Classic. 
Гонка проводилась в тот же день, что и мужская гонка Филадельфия Классик.
Рекордсменкой по количеству побед стала немка Петра Росснер победившая семь раз, из которых пять раз подряд. Её соотечественница Ина-Йоко Тойтенберг добилась пяти побед.

## Маршрут

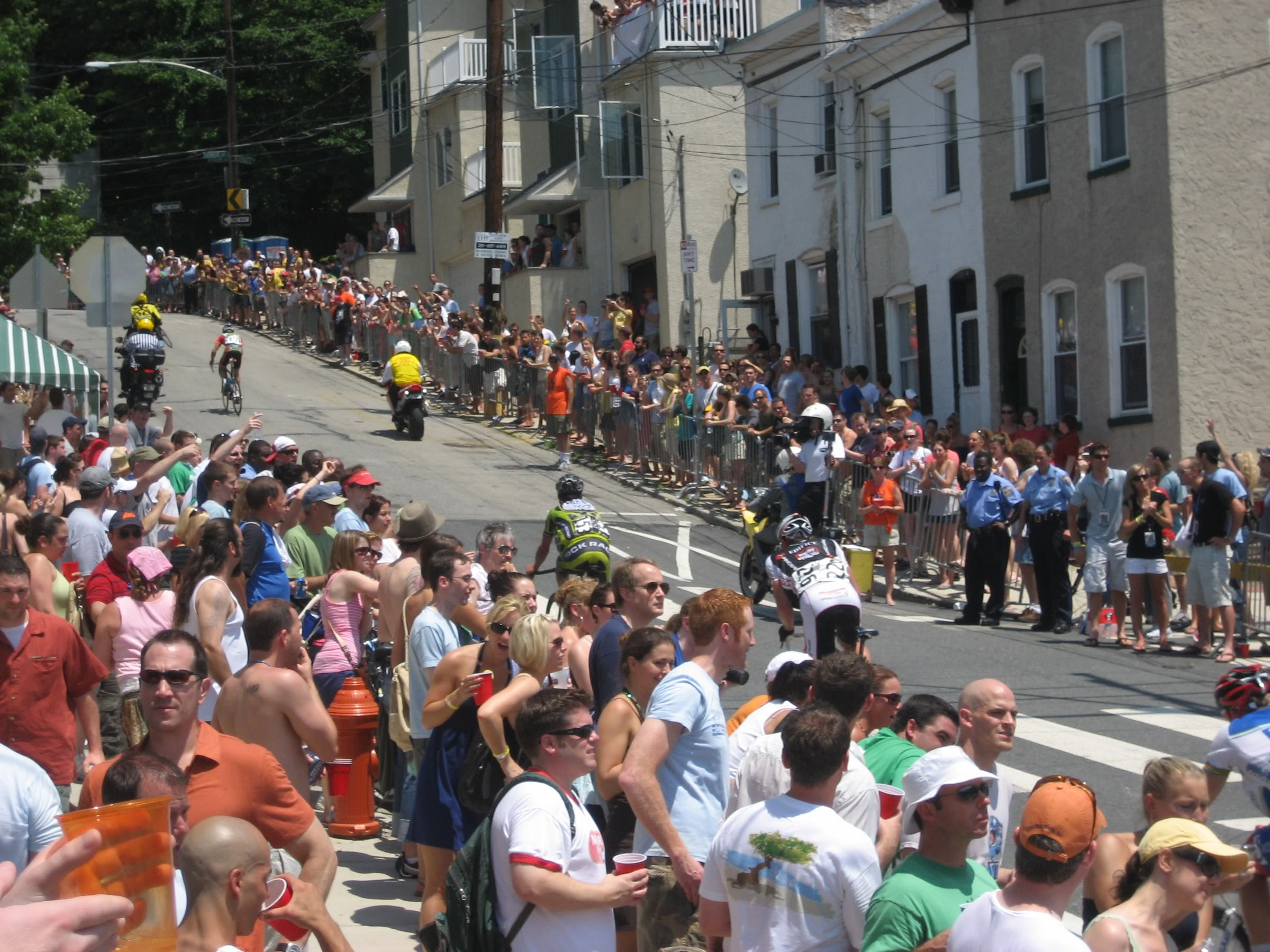
Стена Манаюнк (2009 год)

Маршрут гонки представлял круг протяжённостью 23 км. Старт и финиш располагались в Филадельфии на бульваре Бенджамина Франклина рядом с Художественным музеем Филадельфии. Затем трасса направлялась по Келли Драйв вдоль реки Скулкилл в северо-западную часть города, далее следовала через пригороды Ист-Фолс, Манаюнк, Роксборо. После этого снова возвращалась на бульвар через Логан-Серкл и часть парка Фэрмаунт, замыкая таким образом круг.
Профиль круга был относительно ровный и быстрый с одной серьезной неровностью по его середине — стеной Манаюнк (англ. Manayunk Wall), коротким подъёмом протяжённостью 800 м со средним градиентом 8% и максимальным 17%.
Всего круг проходили 4 раза. Общая протяжённость дистанции составляла чуть больше 90 км.

## Призёры
| Год  | Победитель          | Второй              | Третий                 |
| ---- | ------------------- | ------------------- | ---------------------- |
| 1994 | Марианна Берглунд   | Джули Янг           | Деде Барри             |
| 1995 | Клара Хьюз          | Жанна Голай         | Жаклин Нельсон         |
| 1996 | Петра Росснер       | Жанна Голай         | Карен Ливингстон-Блисс |
| 1997 | Эдита Пучинскайте   | Раса Поликевичюте   | Карен Куррек           |
| 1998 | Петра Росснер       | Диана Жилюте        | Габриэлла Преньолато   |
| 1999 | Петра Росснер       | Карен Данн          | Ханка Купфернагель     |
| 2000 | Петра Росснер       | Диана Жилюте        | Вера Холфельд          |
| 2001 | Петра Росснер       | Анна Миллуорд       | Дебби Мансвелд         |
| 2002 | Петра Росснер       | Лаура Ван Гилдер    | Деде Барри             |
| 2003 | Лин Бессетт         | Линн Гаджиоли       | Юдит Арндт             |
| 2004 | Петра Росснер       | Джина Гран          | Лаура Ван Гилдер       |
| 2005 | Ина-Йоко Тойтенберг | Регина Шляйхер      | Лаура Ван Гилдер       |
| 2006 | Регина Шляйхер      | Ина-Йоко Тойтенберг | Тина Пик               |
| 2007 | Ина-Йоко Тойтенберг | Регина Шляйхер      | Джина Гран             |
| 2008 | Хантал Белтман      | Брук Миллер         | Ина-Йоко Тойтенберг    |
| 2009 | Ина-Йоко Тойтенберг | Джоанн Кисановски   | Шелли Олдс             |
| 2010 | Ина-Йоко Тойтенберг | Шелли Эванс         | Тереза Клифф-Райан     |
| 2011 | Джорджа Бронцини    | Шелли Олдс          | Дженифер Пёрселл       |
| 2012 | Ина-Йоко Тойтенберг | Рошелль Гилмор      | Джорджа Бронцини       |